# Casa Godinho
Interior da Casa Godinho
Casa Godinho é uma antiga e notória mercearia da cidade de São Paulo, anteriormente localizada à Praça da Sé e transferida em 1924 para o térreo do Edifício Sampaio Moreira, na rua Líbero Badaró, onde está até hoje. No ano de 2013 o estabelecimento foi declarado patrimônio cultural imaterial da cidade pelo Conselho Municipal de Preservação do Patrimônio Histórico, Cultural e Ambiental de São Paulo, o Conpresp.